# Federazione della Malesia
La Federazione della Malesia (in malese: Persekutuan Tanah Melayu) fu formata nel 1948 a partire dai possedimenti del Regno Unito di Penang e Malacca e dei nove cosiddetti Stati malesi monarchici, sostituendo l'Unione malese. All'interno della Federazione gli Stati malesi erano protettorati del Regno Unito mentre Penang e Malacca rimasero territori coloniali.
Prima della formazione della Federazione, gli Stati malesi della penisola erano generalmente noti come Malesia britannica.
La Federazione ottenne l'indipendenza all'interno del Commonwealth il 31 agosto 1957. Nel 1963 la federazione si allargò a formare l'attuale Malaysia con l'ingresso di Singapore alla punta estrema della penisola e delle colonie britanniche sull'isola del Borneo di Sarawak e Sabah (Borneo britannico).

## Storia
Dal 1946 al 1948 gli Stati malesi formavano un'unica colonia della corona britannica conosciuta come Unione malese. A causa dell'opposizione dei malesi nazionalisti, l'Unione fu sciolta e sostituita dalla Federazione della Malesia, che restituì molte responsabilità politiche ai governanti degli Stati malesi.
All'interno della Federazione, mentre gli Stati malesi erano protettorati del Regno Unito, Penang e Malacca rimasero territori coloniali britannici. Come l'Unione malese, la Federazione non incluse Singapore nonostante i tradizionali legami che la legavano alla penisola malese.
L'accordo che regolava la Federazione venne formulato dalla Conferenza britannico-malese tra il giugno e il dicembre 1946. Al termine dei lavori, la Conferenza produsse un documento soprannominato "Blue Book".
L'accordo sulla Federazione venne firmato il 1º aprile 1946 presso la King House dai governanti malesi e da Sir Edward Gent come rappresentante del governo britannico. Questo documento sostituì l'accordo istitutivo dell'Unione malese. Il 1º febbraio 1948 entrò in vigore la Costituzione della Federazione della Malesia.
La Federazione ottenne l'indipendenza all'interno del Commonwealth delle Nazioni il 31 agosto 1957. Nel 1963 la Federazione venne ricostituita per formare l'attuale Malaysia in quanto vennero annessi i territori britannici di Singapore, Sarawak e Borneo del Nord. Le Filippine continuarono a rivendicare il Borneo del Nord poiché questa terra era un tempo parte di un sultanato filippino. Il 9 agosto 1965 Singapore venne espulso dalla Federazione e divenne una repubblica indipendente.

## Elenco degli Stati membri
- Johor
- Kedah
- Kelantan
- Malacca
- Negeri Sembilan
- Pahang
- Penang
- Perak
- Perlis
- Selangor
- Terengganu

## Sistema di governo
Il governo della Federazione della Malesia era guidato da un alto commissario britannico con poteri esecutivi, assistito e consigliato dal Consiglio direttivo e dal Consiglio legislativo:
- il Consiglio direttivo era composto da sette ufficiali e sette membri non ufficiali;
- il Consiglio legislativo comprendeva l'alto commissario, come presidente del consiglio, quattordici ufficiali e cinquanta membri non ufficiali in rappresentanza degli Stabilimenti dello Stretto, dei gruppi di lavoro e delle razze. Dei cinquanta membri non ufficiali, nove costituivano il Consiglio di Stato (Yang Di Pertua), uno era il Primo ministro e due rappresentavano gli ex Stabilimenti dello Stretto;
- la Conferenza dei regnanti consigliava l'alto commissario in materia di immigrazione. Il residente britannico venne sostituito con un ministro capo in ogni stato della federazione.

### Condizioni di cittadinanza
Le condizioni di cittadinanza della Federazione della Malesia erano più restrittive di quelle dell'Unione malese. Secondo la legge avrebbero ottenuto la cittadinanza:
- i cittadini del monarca di qualsiasi Stato;
- i cittadini britannici nati a Penang o a Malacca che avessero vissuto ininterrottamente per 15 anni nella Federazione;
- i cittadini britannici nati nella Federazione i cui padri fossero nati o vissuti in modo continuo per 15 anni nella Federazione;
- chiunque fosse nato nella Federazione, conoscesse la lingua malese e seguisse le tradizioni malesi nella vita quotidiana;
- chiunque fosse nato nella Federazione e i cui genitori fossero nati e vissuti in modo continuo per 15 anni nella federazione.

Poteva ottenere la naturalizzazione chi fosse:
- nato e vissuto per almeno 8 anni su 12 nella Federazione della Malesia prima della presentazione della domanda di naturalizzazione;
- vissuto nella Federazione della Malesia per almeno 15 anni su 20 prima della presentazione della domanda di naturalizzazione.

In entrambi i casi i richiedenti dovevano essere ben educati, chiarire le loro ragioni per vivere nella Federazione e parlare bene la lingua malese o la lingua inglese.
La Federazione della Malesia, attraverso la sua Costituzione, garantì diritti speciali al popolo malese così come i diritti, i poteri e la sovranità dei governanti malesi nei rispettivi Stati.

## Separazione dei poteri tra i governi federali e statali
L'accordo della federazione (Perjanjian Persekutuan) stabiliva i poteri dei governi federali e statali. Le questioni finanziarie erano delegate ai singoli Stati. I sovrani monarchici avevano pieni poteri sulle questioni religiose e tradizionali. La politica estera e di difesa continuò ad essere gestita dal governo britannico.

## Consiglio legislativo della Federazione della Malesia

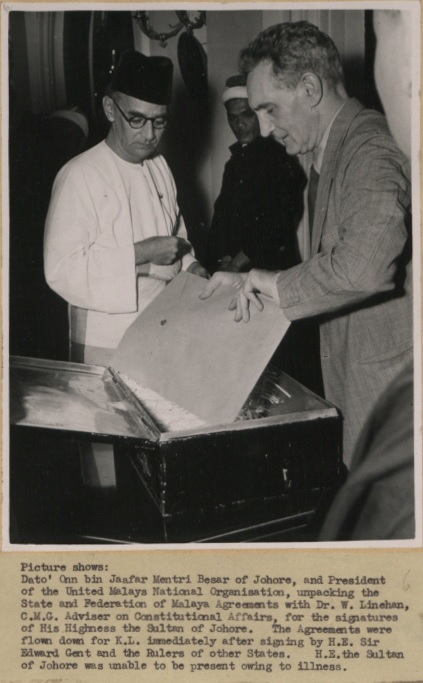
Dato' Onn bin Jaafar Mentri Besar di Johor e presidente della United Malays National Organization, disimballa gli accordi sullo Stato e sulla Federazione di Malesia con il dott. W. Linehan, consigliere per gli affari costituzionali, per farli firmare a Sua Altezza il Sultano di Johor nel 1948.

Il Consiglio legislativo si riunì per la prima volta nella Tuanku Abdul Rahman Hall di Kuala Lumpur nel 1948. La seduta venne aperta dall'alto commissario britannico Sir Edward Gent. Vi prese parte anche il ministro di Stato per gli affari coloniali, Lord Listowel. La composizione del Consiglio era strutturata in modo da includere:
- l'Alto commissario britannico (in qualità di presidente);
- 3 membri ex officio (vale a dire il segretario capo, il segretario finanziario e il procuratore generale);
- 11 rappresentanti degli Stati e delle città (il presidente del Consiglio di Stato di ogni Stato malese e un membro eletto da ciascuno delle città);
- 11 membri ufficiali;
- 34 membri nominati "non ufficiali".

I membri non ufficiali dovevano essere cittadini della Federazione o sudditi britannici.
Nel 1948 la composizione etnica del Consiglio era composta come segue:
- 28 rappresentanti malesi, tra cui tutti i ministri capo;
- 14 rappresentanti cinesi;
- 6 rappresentanti indiani;
- 14 europei (membri ex officio e ufficiali).

Dato' Onn Jaafar sottolineò al primo incontro che i cittadini della Federazione della Malesia non volevano l'interferenza di potenze esterne negli affari della Federazione. Il rappresentante cinese, dottor Ong Chong Keng, affermò che il popolo cinese sarebbe Stato fedele alla Federazione della Malesia. In questo primo incontro del Consiglio furono costituite diverse commissioni minori:
- il Comitato permanente della finanza;
- il Comitato elettorale;
- il Comitato dei privilegi.

La prima sessione approvò il "Kuala Lumpur City Bill", il "Transfer of Power Bill" e il "Loan and Debt Bill".

## Rifiuto della registrazione del PKMM
Nel 1950 il governo federale respinse la registrazione del Partito nazionalista malese di Malaya (Parti Kebangsaan Melayu Malaya, PKMM) come formazione politica legittima. Il PKMM aveva due ali, ovvero l'Angkatan Pemuda Insaf e l'Angkatan Wanita Sedar. Inizialmente il PKMM non aveva tendenze comuniste. Dopo che Mokhtaruddin Lasso fu eletto primo presidente del PKMM nel'ottobre del 1946, questo partito entrò nell'orbita comunista. L'Unione dei giovani malesi (Kesatuan Melayu Muda, KMM) venne fusa con il PKMM e il dottor Burhanuddin al-Helmy divenne il secondo presidente PKMM. Burhanuddin condusse il PKMM verso il sostegno alla proposta della Grande Indonesia. Nel dicembre del 1947, Ishak Haji Mohamed divenne il terzo presidente del PKMM e guidò il partito dal comunismo al nazionalismo. Il PKMM era contrario all'UMNO e alla colonizzazione. Il PKKM fondò il Pusat Tenaga Rakyat, un agglomerato di partiti politici radicali malesi che vennero poi fusi nell'All-Malaya Council of Joint Action (AMCJA), che si oppose duramente all'accordo del 1948 per la fondazione della Federazione della Malesia. Il PKMM accusò i funzionari selezionati nella Federazione della Malesia di essere "burattini" del Colonial Office. Secondo il PKMM, non vi era alcuna base alla "preparazione della Malaya a un governo democratico".

## Magistratura
Il sistema giudiziario era modellato secondo la tipica struttura gerarchica composta da tribunali di grado inferiore, una Corte d'appello e una Corte superiore. I giudici capo furono:
- Sir Stafford Foster-Sutton (1952-1953) (poi presidente della Corte Suprema della Nigeria dal 1955);
- Sir Charles Mathew (1953-1956);
- Sir James Beveridge Thomson (1957-1963).